# Poeltiaria coromandelica
Poeltiaria coromandelica är en lavart som först beskrevs av Alexander Zahlbruckner, och fick sitt nu gällande namn av Rambold & Hertel 1989. Poeltiaria coromandelica ingår i släktet Poeltiaria och familjen Porpidiaceae.   Inga underarter finns listade i Catalogue of Life.